# گمینا ویشنگووا (استان پودکارپاتسکیه)
گمینا ویشنگووا (استان پودکارپاتسکیه) (به لهستانی:  Gmina Wiśniowa) یک گمینا در لهستان است که در شهرستان ستژژوف واقع شده‌است. گمینا ویشنگووا ۸۳٫۲۹ کیلومتر مربع مساحت و ۸٬۴۹۱ نفر جمعیت دارد.